# Caterina di Meo Lippi
Caterina di Meo Lippi ou Caterina Buti del Vacca (c. 1436 – Milão, 26 de julho de 1493) foi a mãe de Leonardo da Vinci.

## Biografia
Já conhecida como Caterina Buti del Vacca, pesquisas recentes a identificam como Caterina di Meo Lippi.. É conhecido pouco sobre sua vida. De origens humildes em uma família de fazendeiros, orfã aos 14 anos, deixada sozinha com seu irmão mais novo após a morte da avó em 1451, ela foi amante do notário Florentino Piero da Vinci em julho daquele ano, e mãe do polimata Leonardo da Vinci, nascido em Anchiano, parte de Vinci, no dia 15 de abril de 1452. Ela foi expulsa da família de seu pai um ano após o nascimento de seu filho e casou-se com o ceramista Antonio di Pietro Buti del Vacca da Poggio Zeppi nas proximidades de Vinci, apelidado de Attaccabriga, (significando "encrenqueiro") com quem ela teve quatro filhas e um filho.
De acordo com Alessandro Vezzosi, diretor do Museo Ideale Leonardo da Vinci, Caterina poderia ter sido uma escrava pertencente à Piero, pai do Leonardo, pois Caterina era geralmente um nome dado para escravos.
Um estudo dactiloscópico baseado na digital do Leonardo sugeriu que Caterina poderia ser de origem do Oriente Médio. Essa hipótese foi refutada por Simon Cole, professor associado de criminologia, lei e sociedade na Universidade da Califórnia em Irvine, pois não se pode predizer a origem étnica de uma pessoa a partir desse tipo de estudo.
De acordo com Martin Kemp, professor emérito na Universidade de Oxford e um dos maiores pesquisadores da vida de Leonardo, não há evidência de que Caterina fosse uma escrava de origem do Oriente Médio. Após pesquisar arquivos e documentos negligenciados na Itália, em 2017 Kemp, junto do pesquisador Italiano Giuseppe Pallanti, encontrou provas de que a mãe do Leonardo fosse uma jovem local chamada Caterina di Meo Lippi, com cerca de 16 anos de idade e origem humilde, citada pelo avô de Leonardo, Antonio, no recenseamento tributário de 1497. Conhecida como Buti del Vacca somente após o casamento com Antonio di Pietro Buti del Vacca, que ocorreu pouco após o nascimento do filho.